# Le Mousquetaire de la vengeance
Pour plus de détails, voir Fiche technique et Distribution.
Le Mousquetaire de la vengeance (titre original : The Avengers) est un film d'aventure américain réalisé et produit par John H. Auer sorti en 1950. Il a été tourné en Argentine.

## Synopsis
Dans l'Argentine coloniale du XVIIe siècle, le bretteur aventurier Francisco Suarez s'oppose au colonel Luis Corral qui cherche à s'emparer du poste de gouverneur, d'autant que le colonel doit épouser Maria Moreno, dont il est lui-même tombé amoureux.

## Fiche technique
- Titre : Le Mousquetaire de la vengeance
- Titre original : The Avengers
- Réalisation : John H. Auer
- Image : Pablo Tabernero
- Scénario : Lawrence Kimble et Æneas MacKenzie, d'après le roman de Rex Beach Don Careless
- Musique : Nathan Scott
- Production : John H. Auer
- Société de production : Republic Pictures
- Pays d'origine : États-Unis
- Format : Noir et blanc
- Durée : 90 minutes
- Dates de sortie : 
  -  États-Unis : 10 juin 1950 (Première californienne)
  -  France : 12 septembre 1951

## Distribution
- John Carroll (Francisco Suarez/Don Careless)
- Roberto Airaldi (Colonel Luis Corral)
- Adele Mara (Maria Moreno)
- Fernando Lamas (André Leblanc)
- Cecile Lezard (Pamela)
- Mona Maris (Yvonne)
- Juan Olaguivel (Sancho)
- Vicente Padula (El Mocho/Hernandez)
- Jorge Villoldo (Don Rafael Moreno)

## Autour du film
Le film est souvent présenté sous le titre Les Mousquetaires de la vengeance, reprenant le pluriel du titre original, alors que le générique comme les affiches en français (pour la distribution en France et en Belgique) indiquent bien la forme au singulier.
On notera cependant qu'il est tout à fait impropre de parler de mousquetaire dans un tel environnement, les distributeurs en pays francophones usant ici de la proximité avec d'autres romans et films d'aventure, et souhaitant capitaliser sur la popularité des Trois mousquetaires.